# Metro ligero de Dortmund
El Metro ligero de Dortmund (en alemán Stadtbahn Dortmund) es el sistema de transporte ferroviario de tren ligero, de la ciudad de Dortmund, Alemania. Forma parte del Stadtbahn Rhein-Ruhr y es operado por la empresa de servicios públicos de Dortmund (DSW21). La red de ocho líneas tiene 75 kilómetros de longitud, 20,5 kilómetros de los cuales se encuentran en el túnel. De las 125 estaciones, 98 están en la superficie y 27 son subterráneas.